# Nomophila
Genre
Nomophila est un genre de lépidoptères (papillons) de la famille des Crambidae.

## Liste des espèces
- Nomophila absolutalis Dyar 1914
- Nomophila africana Munroe 1973
- Nomophila albisignalis Hampson 1913
- Nomophila astigmalis Hampson 1899
- Nomophila australica Munroe 1973
- Nomophila brevispinalis Munroe 1973
- Nomophila colombiana Schaus 1933
- Nomophila corticalis Walker 1869
- Nomophila distinctalis Munroe 1973
- Nomophila equatorialis Munroe 1973
- Nomophila helvolalis Maassen ?
- Nomophila heterospila Meyrick 1936
- Nomophila hybridalis Hübner 1796
- Nomophila incognita Viette 1959
- Nomophila indistinctalis Walker 1859
- Nomophila irregulalis Dyar 1913
- Nomophila moluccana Pagenstecher ?
- Nomophila nearctica Munroe 1973
- Nomophila noctuella (Denis & Schiffermüller, 1775)
- Nomophila squalidalis Hampson 1913
- Nomophila triticalis Berg 1875

## Seule espèce rencontrée en Europe
Selon Fauna Europaea (18 février 2017) :
- Nomophila noctuella